# Храм Святого Владимира (Тула)
Храм Святого равноапо́стольного кня́зя Влади́мира (Свято-Владимирский храм) — православный храм в Туле.
Находится на территории режимного предприятия, однако в храм организован свободный доступ.
Настоятель — протоиерей Александр Нагайцев.

## История
В середине 2000-х годов руководством АК «Туламашзавод» было принято решение о строительстве на территории предприятия православного храма. На заводе по инициативе работников ещё в 2000 году был создан Православный центр. Первоначально новую церковь предполагалось воздвигнуть на месте построенного в 1844 году Храма Иконы Божией Матери «Всех Скорбящих Радость», который был снесён в советское время и впоследствии застроен производственными цехами. Однако для будущей стройки было решено разобрать старое административное здание завода, которое было расположено на углу улиц Мосина и Советской.
Возведение храма было начато 5 декабря 2007 года и было приурочено к 70-летию завода. Строительство вели зодчие из Иваново в течение полутора лет, 15 мая 2009 года состоялось освящёние храма.
25 мая 2011 года в честь 300-летия начала оружейного производства в Туле близ храма была заложена колокольня, которая была построена и освящена 16 февраля 2012 года.
28 июля 2012 года на территории храма состоялось открытие и освящение бронзового памятника Святому равноапостольному великому князю Владимиру.

## Особенности конструкции
Храм построен в старинном стиле с использованием особенностей деревянного зодчества древней Руси по подобию святынь в Кижах и на Селигере. Храм сооружён из оцилиндрованных сосновых брёвен и собран по технологии без единого гвоздя. Высота храма под купол составляет около 14 метров, купола с крестом — чуть больше четырёх метров. На купола и кресты нанесено специальное долговечное покрытие «под золото» с использованием тринитротитана.
Колокольня двухъярусная, шестиугольная, с арочными проёмами. Внутри звонницы — парадная лестница, в центре первого яруса — цветомузыкальный фонтан. На звоннице установлено 6 колоколов, исполняющих 14 мелодий.
Кованая ажурная ограда архитектурного комплекса выполнена по эскизам решётки петербуржского Летнего сада, которая в своё время была также выкована тульскими мастерами.
На прилегающей территории разбиты клумбы и цветники, здания церкви и колокольни имеют ночную подсветку тёплой цветовой температуры.

## Роспись
Своды Свято-Владимирского храма расписаны тульским художником В. Желтковым. Роспись «Тайная вечеря» находится над алтарём. В куполе справа изображена картина крещения святого князя Владимира, с левой стороны — изображения русских (в том числе тульских) святых. Под куполом в западной части храма — «Успение Пресвятой Богородицы». Над входом в храм находится древнейшая икона — «Нерукотворный образ» Спасителя.

## Галерея
- Южная сторона
- Колокольня Свято-Владимирского храма
- Памятник Святому равноапостольному великому князю Владимиру